# شونیچی کومای‌ی
شونیچی کومای‌ی (به انگلیسی: Shunichi Kumai) بازیکن فوتبال اهل ژاپن و عضو تیم ملی فوتبال ژاپن است که در تاریخ ۱۳ مه ۱۹۳۴ میلادی اولین بازی ملی‌اش را انجام داد. او در ۲ بازی ملی حضور داشت و آخرین بازی ملی خود را در تاریخ ۲۰ مه ۱۹۳۴ میلادی انجام داد. شونیچی کومای‌ی در بازی‌های ملی‌اش
گلی به ثمر نرساند.